# 黄沙沥水道
黄沙沥水道，位于中华人民共和国广东省中山市北部，南起黄圃镇下分会村，与鸡鸦水道相通，沿着黄圃镇与三角镇边界向东北，至石基河头入洪奇沥水道。全长10千米，可航行300～5000吨位船舶。